# Clase Yūgumo
La clase Yūgumo fue una clase de destructores compuesta de 19 unidades, que sirvieron en la Armada Imperial Japonesa durante la Segunda Guerra Mundial. 

## Historia
Esta clase de destructores fueron incorporados a la Armada Imperial Japonesa entre 1941 y 1944. Todos ellos resultaron hundidos en combate durante la Segunda Guerra Mundial. Concretamente diez sucumbieron ante un ataque aéreo, cuatro por ataque submarino, otros cuatro en combate con otras unidades de superficie, y el restante por impacto con una mina. Al menos cinco de estas naves se hundieron junto con toda su tripulación.

## Destructores de la clase Yugumo
- Akishimo
- Asashimo
- Fujinami
- Hamanami
- Hayanami
- Hayashimo
- Kazagumo
- Kishinami
- Kiyonami
- Kiyoshimo
- Makigumo
- Makinami
- Naganami
- Okinami
- Onami
- Suzunami
- Takanami
- Tamanami
- Yūgumo